# Machaerium salvadorense
Machaerium salvadorense är en ärtväxtart som först beskrevs av John Donnell Smith, och fick sitt nu gällande namn av Velva Elaine Rudd. Machaerium salvadorense ingår i släktet Machaerium och familjen ärtväxter. Inga underarter finns listade i Catalogue of Life.